# Raión de Zastavna
Raión de Zastavna (en ucraniano: Заставнівський район) es un antiguo raión o distrito de Ucrania en el óblast de Chernivtsi. 
Comprende una superficie de 619 km².
La capital fue la ciudad de Zastavna.

## Demografía
Según estimación 2010 contaba con una población total de 54391 habitantes.

## Otros datos
El código KOATUU fue 7321500000. El código postal 59400 y el prefijo telefónico +380 3737.